# Säckkärra

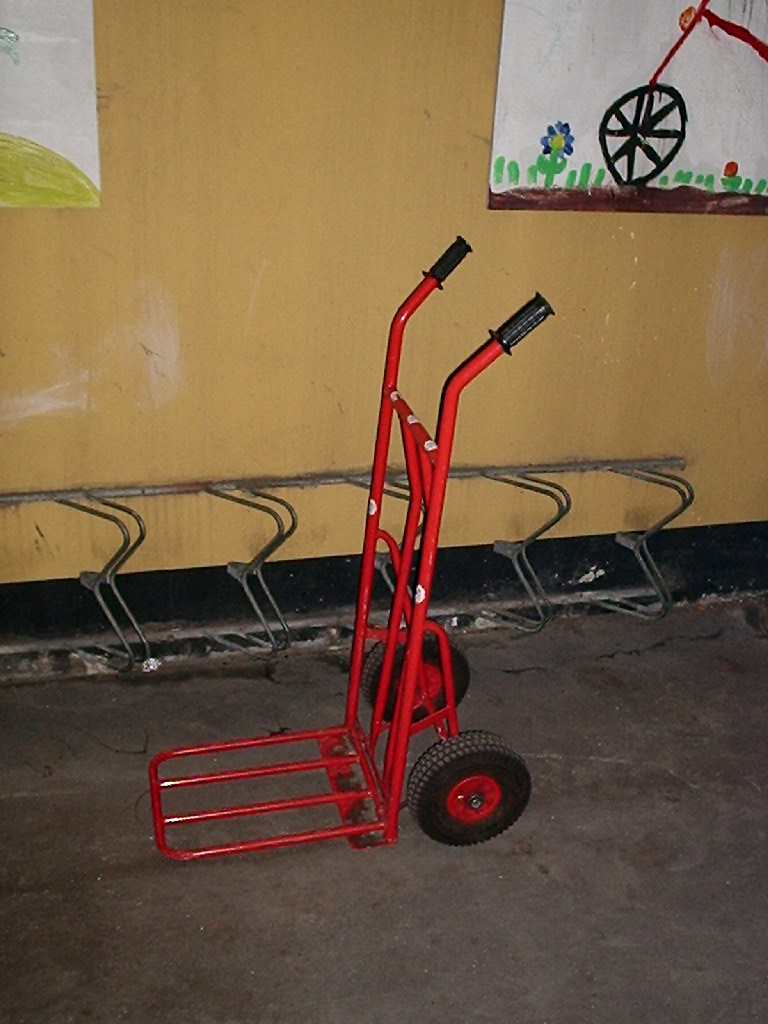
En modern säckkärra

Säckkärra, magasinkärra, transportkärra, paketkärra, bagagekärra eller pirra är en L-formad tvåhjulig kärra. Den används för transport av mindre gods, inklusive paket, bagage och säckar. 

## Funktion och användning
Säckkärran och liknande typer av kärror är tvåhjuliga. Den har i regel två uppstickande handtag, som i vissa mindre kärrvarianter kan vara sammanfogade till ett stort, tvärställt handtag. Kärran skjuts i regel framåt, med lasten lutande mot ramen och lastflakets botten. Ramen och lastflaket bildar gemensamt ett L, och lastflaket innehåller i tyngre säck- och paketkärror ofta en utfällbar förlängningsdel.
Ursprungligt har säckkärran konstruerats och använts för att köra säckar med i till exempel kvarnar eller magasin samt mellan distributionsfordon, lager och butik. Vid tiden för säckkärrans tillkomst var det brukligt med lagerhållning av olika varor i säckar med en vikt av femtio till hundra kilo.
Säckkärran används numera på byggarbetsplatser eller av flyttfirmor med flera där man behöver flytta säckar eller kartonger eller annat gods. Ofta har en modern säckkärra en fällbar förlängning av L:ets nedre skänkel för att möjliggöra transport av större saker.
En större variant är fatkärran för att flytta oljefat med, samt en annan variant tegelkärran för murtegel, som var vanlig på byggarbetsplatser på den tiden man murade hus i större utsträckning än nu.
En trappkärra är en variant av säckkärran med en speciellt anpassad hjulkonstruktion och rörlig axel för att smidigt kunna förflytta föremål i trappor.

## Källhänvisningar
1. ↑  "pirra". SAOL. Läst 31 maj 2018.